# 1099 en santé et médecine
| Années de la santé et de la médecine : 1096 - 1097 - 1098 - 1099 - 1100 - 1101 - 1102    |
| Décennies de la santé et de la médecine : 1060 - 1070 - 1080 - 1090 - 1100 - 1110 - 1120 |

Cet article présente les faits marquants de l'année 1099 en santé et médecine.

## Naissance
- Vers 1099-1100 : Al Idrissi (mort en 1165 ou 1175), géographe, botaniste et médecin arabe, auteur  d'une importante pharmacopée mentionnée sous divers titres, dont celui de Kitāb al-Jāmiʿ li-ṣifāt aštāt al-nabāt wa ḍurūb anwāʿ al-mufradāt (« Livre des propriétés de diverses plantes et remèdes variés »), où les noms sont donnés en plusieurs langues, dont le syriaque, le grec, le persan, le hindi, le latin ou le berbère[1].